# Jedinica za specijalne operacije

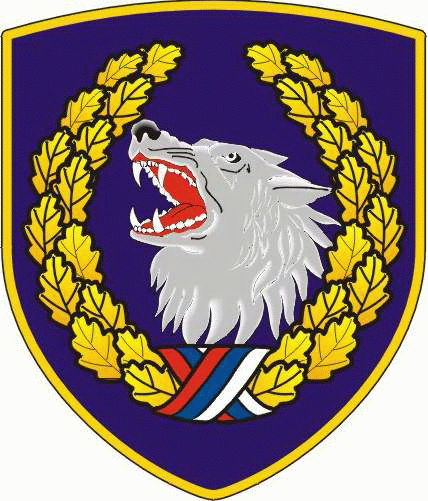
Abzeichen der JSO

Jedinica za specijalne operacije (JSO; serbisch-kyrillisch Јединица за специјалне операције, ЈСО; deutsch Einheit für Spezialoperationen), inoffiziell Crvene Beretke (serbisch-kyrillisch Црвене беретке; deutsch Rote Barette), war eine 1991 aufgestellte serbische paramilitärische Spezialeinheit, die zuerst vom Kroaten Franko Simatović befehligt wurde. Die Einordnung in die Verteidigungsstruktur der Jugoslawischen Bundesrepublik und des Serbisch-Montenegrinischen Staatenbundes ist nicht genau möglich, da sie vorwiegend frei operierte. Es wird jedoch eine Unterordnung in das serbische Ministerium für Innere Sicherheit angenommen. Laut Medienberichten gehörten der Einheit 1700 Personen an.
Aus Anhängern nationalistischer Parteien und Vereinen oder Leuten mit krimineller Vergangenheit gebildet, war diese Einheit verschiedenen serbischen Quellen zufolge (Vreme, Danas) vor allem durch Kriegsverbrechen an Zivilisten (vor allem in Bosnien-Herzegowina), Exekutionsaufträge an Nichtserben (aber auch Serben) und Vorherrschaft in verschiedenen Segmenten der organisierten Kriminalität (vor allem Drogenhandel, Schutzgelderpressung) bekannt. Die meisten hatten Kriegserfahrung in Bosnien-Herzegowina, Kroatien oder dem Kosovo gesammelt.
Sie soll bei der Versorgung sogar Vorrang vor regulären Verbänden der Jugoslawischen Armee gehabt haben.
Der letzte Kommandant war der ehemalige Fremdenlegionär Milorad Ulemek „Legija“, der als Mitglied des „Zemun-Clans“ die Ermordung des serbischen Ministerpräsidenten Zoran Đinđić, veranlasst haben soll.
Die Einheit wurde im Jahr 2003 aufgelöst, nachdem deren Kommandanten am 12. März ein Attentat auf den serbischen Ministerpräsidenten Zoran Đinđić verübt hatten.